# Złociec czerwonawy
Złociec czerwonawy (Buchwaldoboletus lignicola (Kallenb.) Pilát) – gatunek grzybów z rodziny borowikowatych (Boletaceae).

## Systematyka i nazewnictwo
Pozycja w klasyfikacji: Buchwaldoboletus, Boletaceae, Boletales, Agaricomycetidae, Agaricomycetes, Agaricomycotina, Basidiomycota, Fungi (według Index Fungorum).
Po raz pierwszy takson ten zdiagnozował w 1929 r. Franz Joseph Kallenbach nadając mu nazwę Boletus lignicola. Obecną, uznaną przez Index Fungorum nazwę nadał mu w 1969 r. Albert Pilát, przenosząc go do rodzaju Buchwaldoboletus.
Synonimy:

- Boletus lignicola Kallenb. 1929
- Gyrodon lignicola (Kallenb.) Heinem. 1951
- Phlebopus lignicola (Kallenb.) M.M. Moser 1955
- Pulveroboletus lignicola (Kallenb.) E.A. Dick & Snell 1965
- Xerocomus lignicola (Kallenb.) Singer 1942

W 1999 r. Władysław Wojewoda podał nazwę polską złotak czerwonawy a wcześniej Alina Skirgiełło opisywała ten gatunek jako złotak nadrzewny, we wcześniejszych klasyfikacjach gatunek ten zaliczany był bowiem m.in. do rodzaju Pulveroboletus (złotak). Po przeniesieniu go do rodzaju Buchwaldoboletus (złociec) obydwie nazwy polskie stały się niespójne z nazwą naukową. Z tego powodu w 2021 r., Komisja ds. Polskiego Nazewnictwa Grzybów ustaliła dla tego taksonu nową nazwę – złociec czerwonawy.

## Morfologia
Kapelusz
Średnica 3–9 cm, początkowo półkulisty, potem łukowaty, na koniec płaski. Brzeg długo podwinięty. Powierzchnia matowa i filcowata, u starszych okazów kosmkowata i popękana na poletka. Przez szczeliny popękanej skórki widoczny rdzawobrązowy miąższ. Skórka daje się ściągać płatami.
Rurki
Przyrośnięte do trzonu lub nieco zbiegające. Początkowo mają barwę cytrynowożółtą, potem żółtozieloną. Łatwo oddzielają się od miąższu. Pory średniej wielkości, kanciaste, po uciśnięciu zmieniają barwę na błękitna.
Trzon
Wysokość 3–8 cm, grubość 0,7–2,7 cm, kształt walcowaty, równo gruby, czasami wygięty, dość często ekscentryczny. Powierzchnia o barwie rdzawożółtej lub rdzawobrązowej, przy podstawie jaśniejszej – cytrynowożółtej. Wyrastająca z podstawy trzonu grzybnia jest żółta.
Miąższ
Miękki, gąbczasty, cytrynowożółty, a pod skórką płowy. Po uszkodzeniu lekko błękitnieje, zwłaszcza nad rurkami. Ma aromatyczny zapach i jest nieco kwaskowaty.
Wysyp zarodników
Oliwkowy. Zarodniki eliptyczno-wrzecionowate, gładkie, o rozmiarach 6–9 × 3–4 μm.
Gatunki podobne
- złotoborowik drobny (Aureoboletus gentilis). Odróżnia się silniej wybarwionym (czerwonobrązowym, wiśniowym lub różowym) kapeluszem i złotożółtymi rurkami. Zazwyczaj rośnie u podstawy pnia drzew liściastych[5].
- lejkoporek olszowy (Gyrodon lividus). Ma kapelusz zamszowy, piaskowożółty, a jego krótkie rurki silnie zbiegają na trzon. Rośnie pod olchami[5].

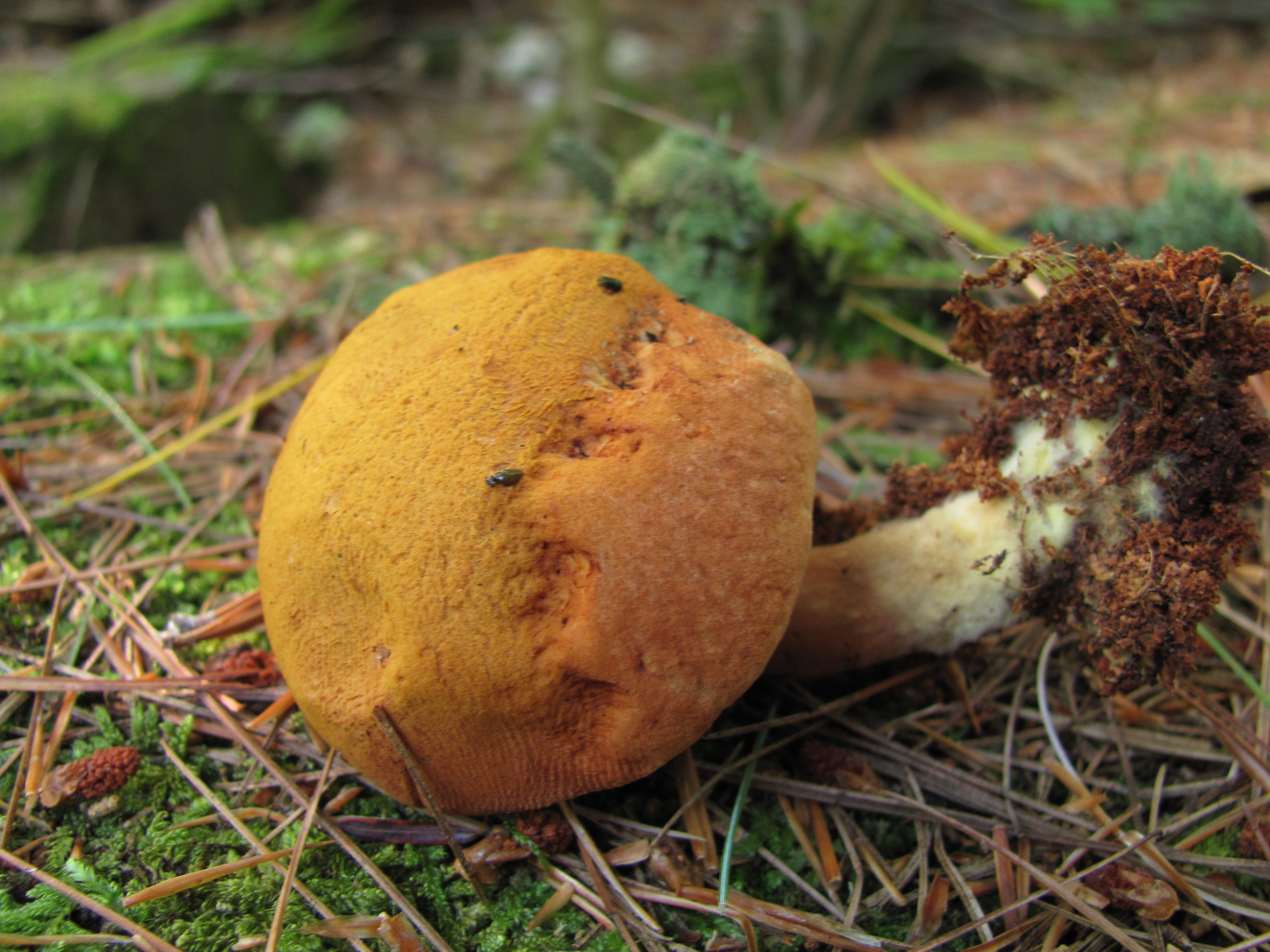
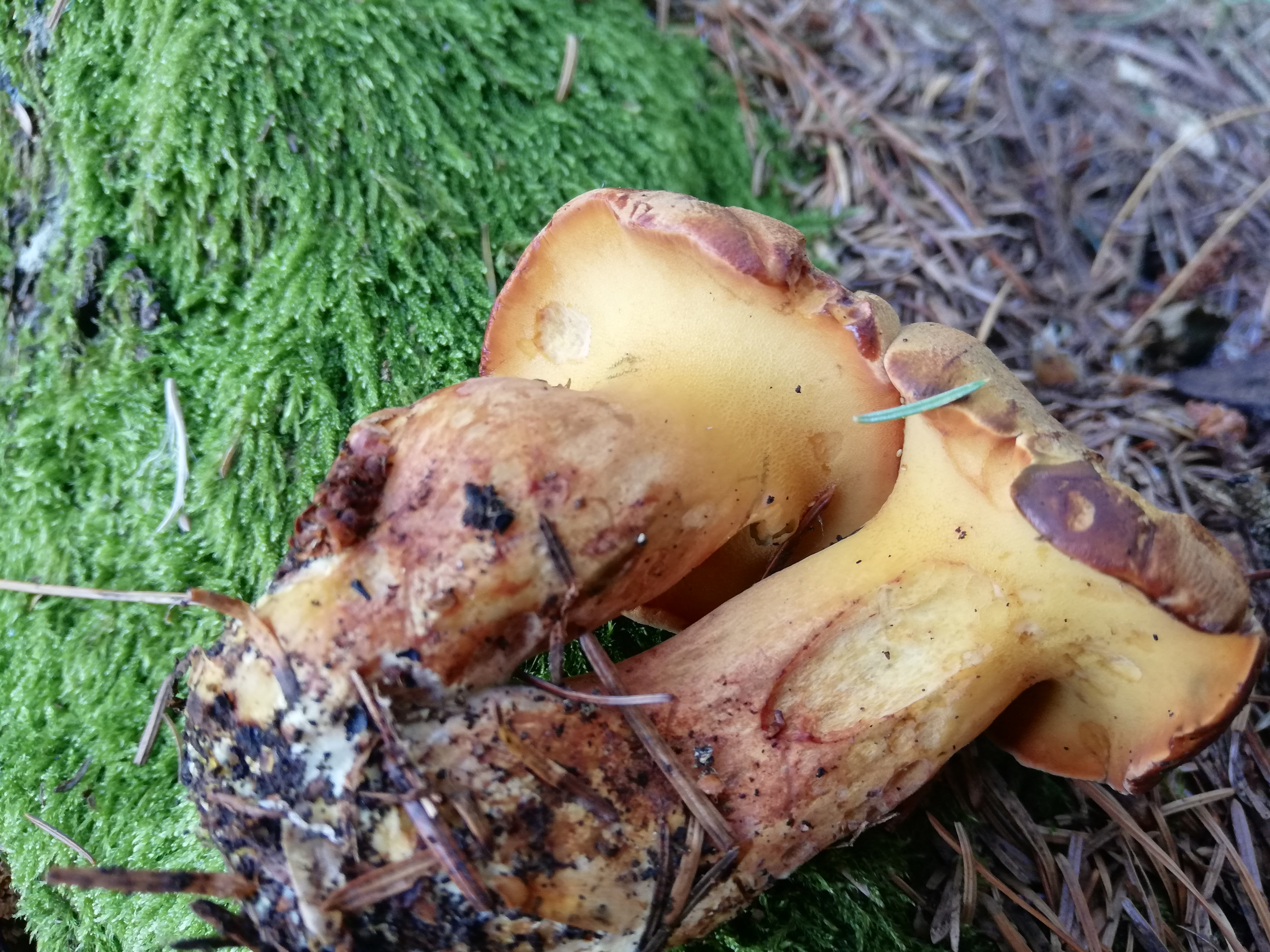
Hymenofor młodych owocników
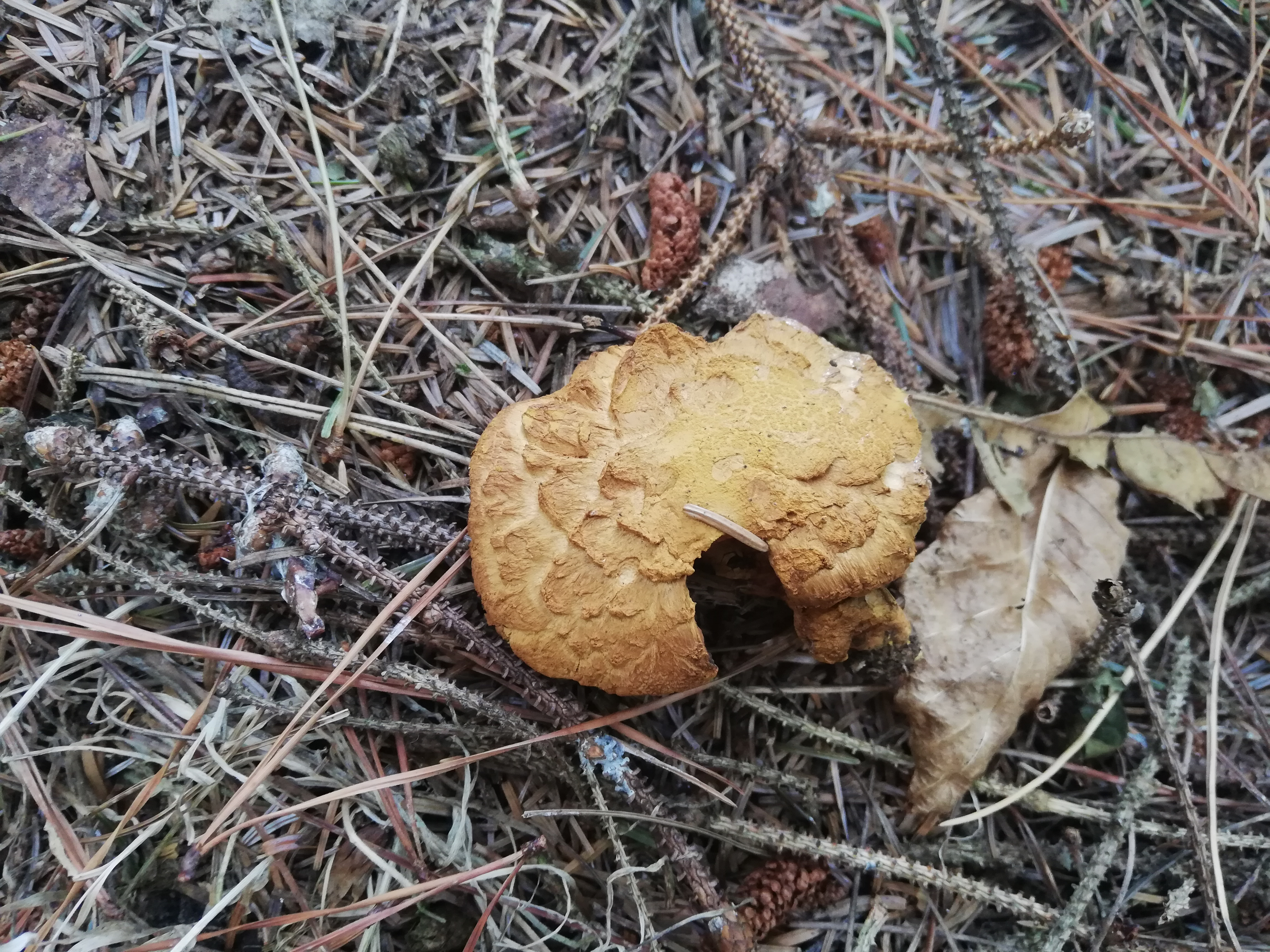
Powierzchnia kapelusza starszego owocnika
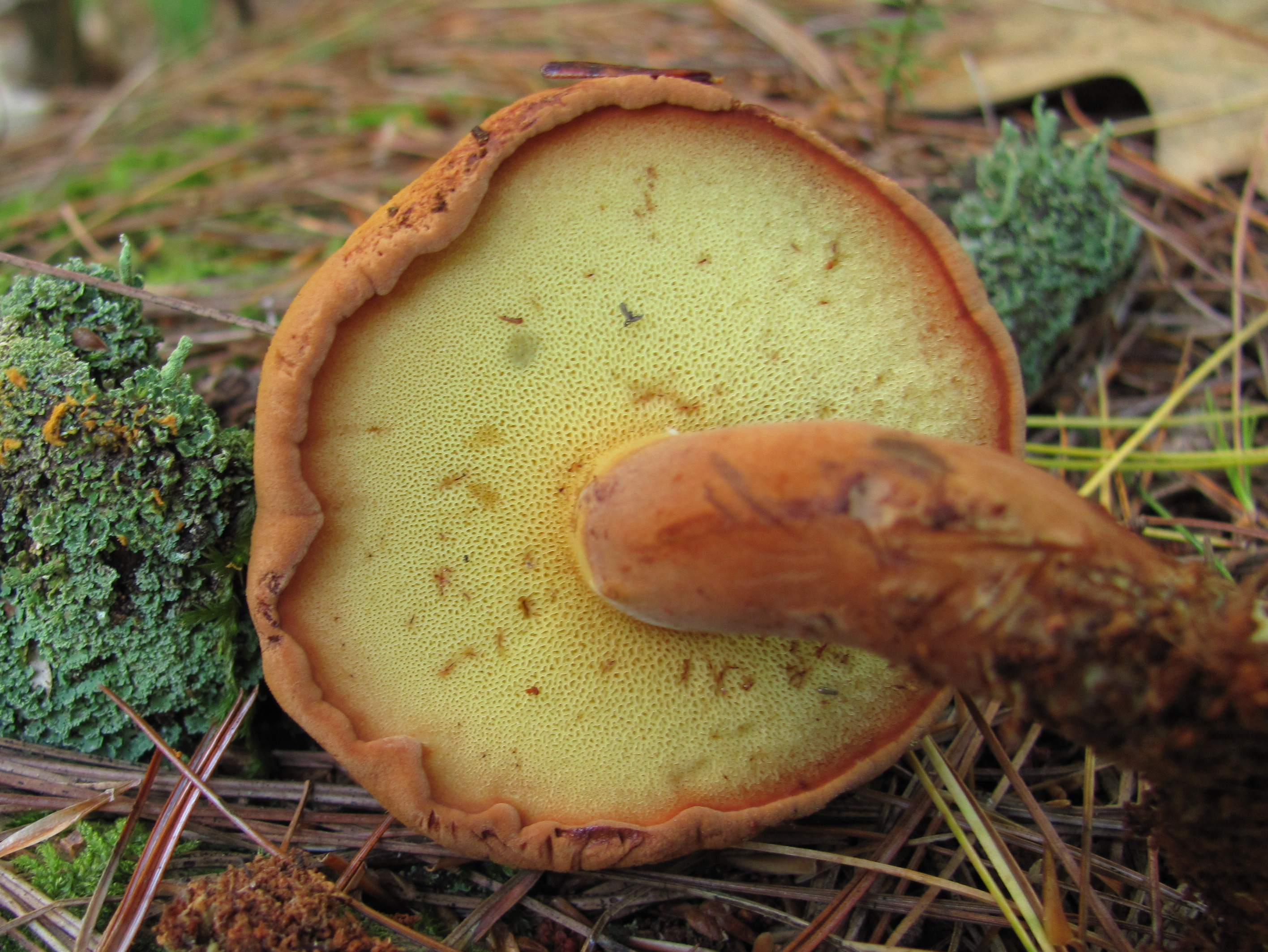
Hymenofor dojrzałego owocnika

## Występowanie i siedlisko
Podano występowanie tego gatunku tylko w jednej z prowincji Kanady w Ameryce Północnej i niektórych krajach Europy. Wszędzie jest rzadki. W Polsce gatunek rzadki. Znajduje się na Czerwonej liście roślin i grzybów Polski. Ma status V – gatunek, który zapewne w najbliższej przyszłości przesunie się do kategorii wymierających, jeśli nadal będą działać czynniki zagrożenia. Znajduje się na listach gatunków zagrożonych także w Belgii, Danii, Finlandii, Niemczech, Norwegii, Szwecji.
Rozwija się na martwym drewnie, przeważnie drzew iglastych (sosna, modrzew, daglezja), rzadko liściastych. Wyrasta w niewielkich grupkach od czerwca do października. Wcześniej mykologowie uważali, że jest to gatunek, który rozkłada materię drzewną (saprotrof), ale ostatnie badania wykazały, że złociec czerwonawy jest pasożytem murszaka rdzawego (Phaeolus schweinitzii), którego owocniki prawie zawsze znajdują się w pobliżu tego grzyba. Złociec czerwonawy jest także grzybem nagrzybnym.

## Znaczenie
Grzyb jadalny, ale z racji na wyjątkową rzadkość nie ma zastosowania kulinarnego. Z tego samego powodu zasługuje na ochronę.